# イルビド
イルビド（إربد, Irbid、イルビット、イルビッドとも）はヨルダン北西部の都市でイルビド県の県都。首都アンマンの北70kmにあり、ヨルダン川東岸の険しい台地ギレアド（ギレアデ、Gilead）の北の縁に位置し、シリアとの国境の近くにある。イルビドは古代はアラベラ（アルベラ、Arabella）と呼ばれていた。1992年の国勢調査によれば人口は208,329人であるが、2007年の推計では327,543人となっており、ヨルダンでもアンマン、ザルカに次ぐ第3の都市である。またイルビド県も、ヨルダンでは2番目に人口の多い県である。イルビドの住民にはパレスチナ人難民も多い。
イルビドはペラ (ヨルダン)、ベイト・ラス（Biet Ras）、ウム・カイス（古代のガダラ）などデカポリスの古代都市とは等距離にあり、これらの遺跡を巡る観光客の拠点となっている。また周囲の町や農村の農産物の集散地であり、南のアンマン、東のマフラク、北のシリア方面（ダルアーを経由しダマスカス）への公共交通の中心地でもある。
イルビド周辺にはいくつかの大学があり、そのうちヨルダン科学技術大学とヤルムーク大学が重要な存在である。

## 歴史

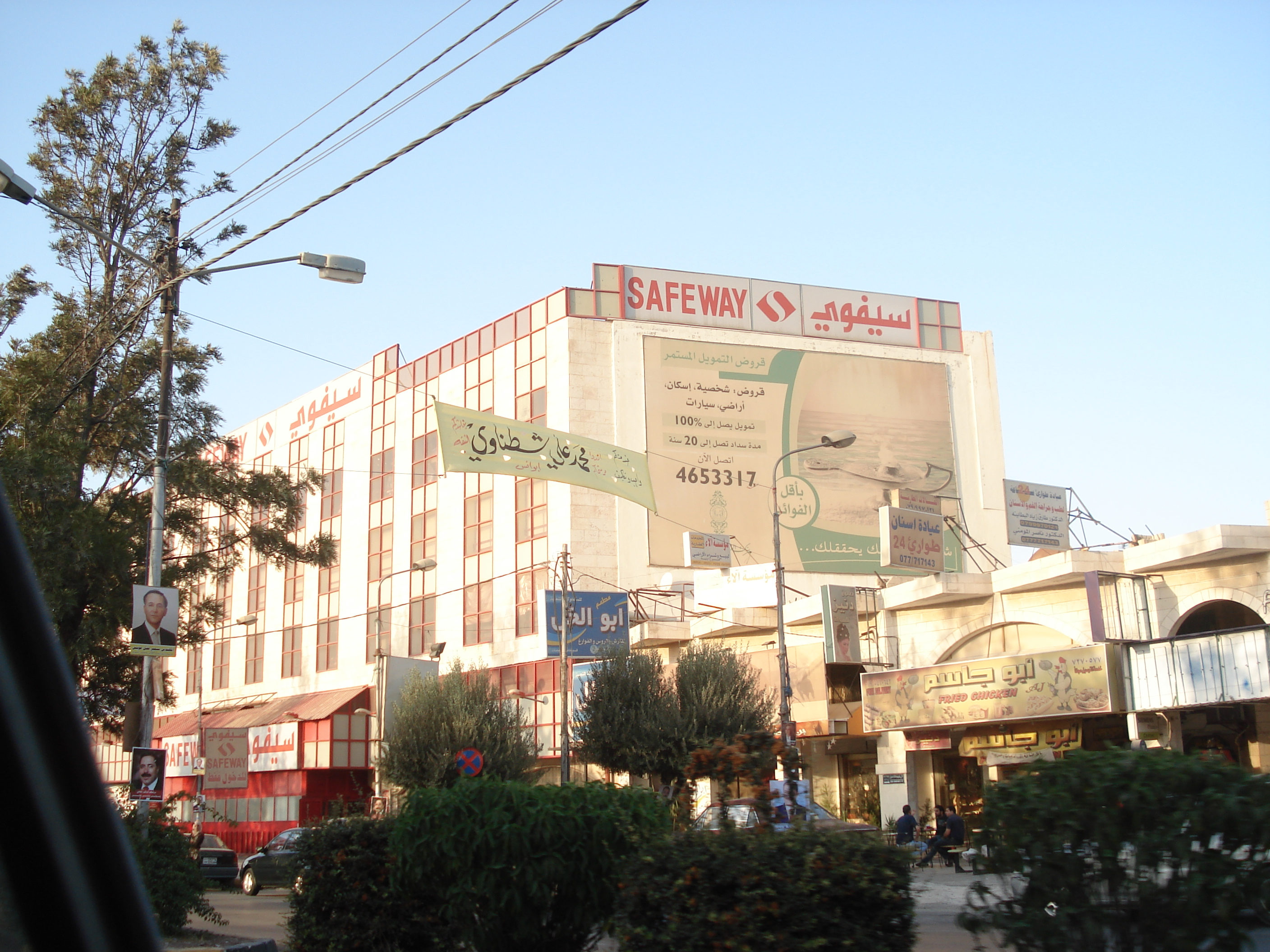
イルビドの繁華街

この周囲から出土する遺物や墳墓から見て、イルビドの歴史は青銅器時代に遡る。イスラム教の進出前、この街はアラベラと呼ばれ、古代のシリア地方でも有数のワインの産地であった。非常に肥沃な土壌と穏やかな気候が高品質のブドウ生産を可能としていた。ヘレニズム文化期にはアラベラは大きな交易都市で、古代イスラエルの宗教指導者ズーゴートの一人、アルベラのニッタイ（Nittai of Arbela）はこの街の出身である。
この街の北30kmほどの場所には台地を削るようにヤルムーク川が流れているが、その川沿いが東ローマ帝国と正統カリフ軍の決戦であるヤルムークの戦いの古戦場である。この戦いの後、東ローマ帝国はシリア地方から退場し、イスラム帝国が支配するようになる。イスラム期に入るとこの街はアラビア語でイルビドと呼ばれ、ワイン生産からオリーブ・オイル生産やコムギ生産を主とするようになった。

## 現在のイルビド

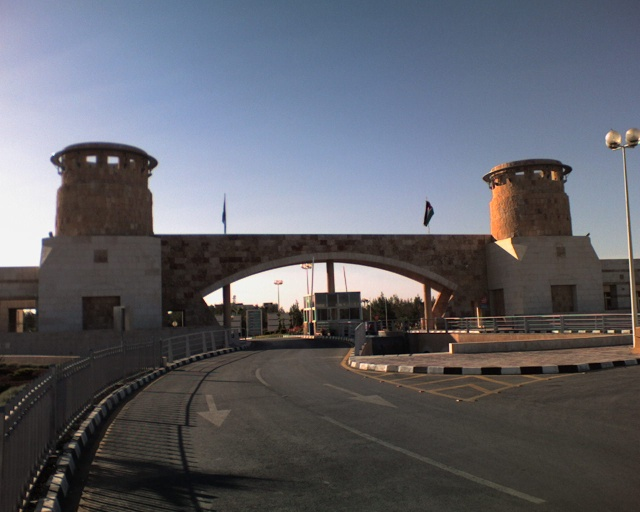
ヨルダン科学技術大学の正門

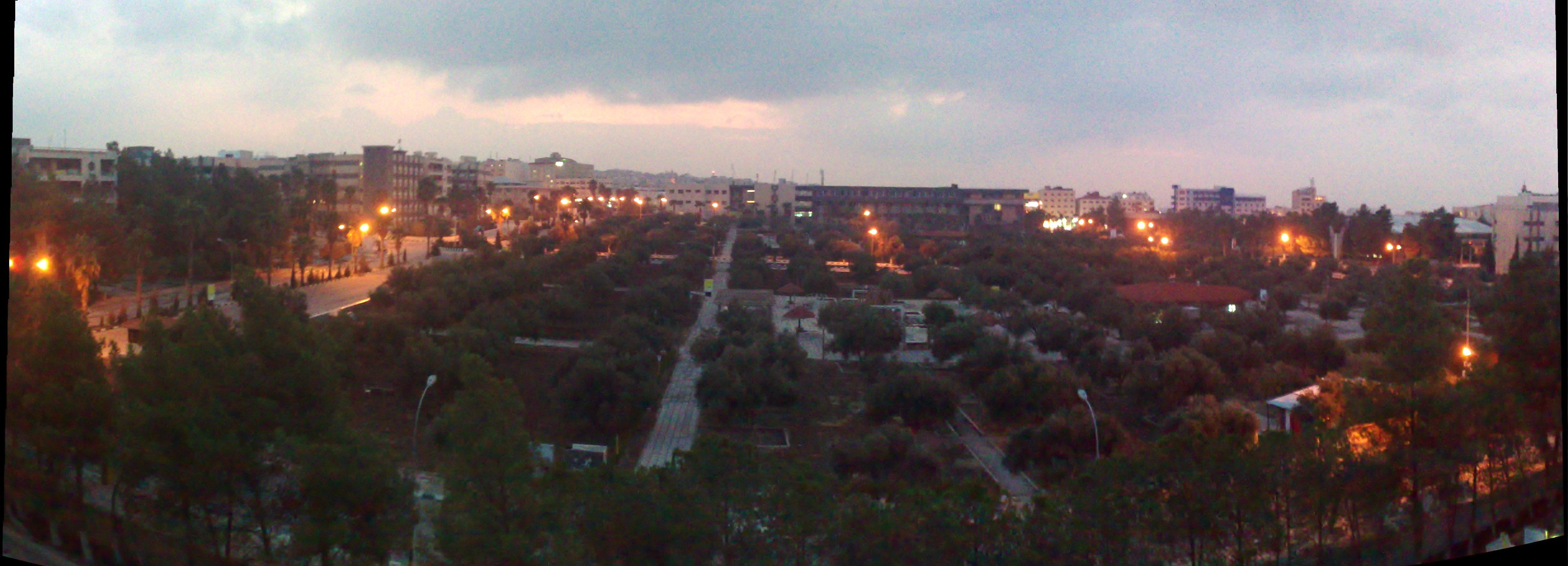
ヤルムーク大学

現在のイルビドは喧騒に満ちた中東風の都市の側面と、若者が夜も行き来する学園都市の側面とがある。イルビドはペラ、ウム・カイス、ベイト・ラス、アジュルンなどヨルダン渓谷北部の古代遺跡めぐりの拠点であり多くの外国人観光客も訪れる。イルビド自体は観光地ではないものの、ヨルダン文化遺産博物館とヨルダン自然史博物館の二つの博物館がヤルムーク大学内にある。ヤルムーク大学の敷地の西端に走る大学通りはレストランやカフェが多く、インターネットカフェも密集し学生でにぎわう。イルビドはフセイン・フットボールクラブのホームであり、1999年にはパン・アラブ・ゲームズの開催地となった。